# Kazachse voetbalbeker 2000/01
2000-01 was het negende seizoen van de Beker van Kazachstan. De 16 deelnemende ploegen streden van 8 juli 2000 t/m 17 juni 2001 in een knock-outsysteem. Alle rondes (behalve de finale) bestonden uit een heen- en een terugwedstrijd.

## Achtste finale
De wedstrijden werden gespeeld op 8, 25 juli, 24, 25, 26, 28 augustus, 5 september & 5 oktober 2000.
| Thuisclub                       | Uitslag | Uitslag | Uitclub                 |
| ------------------------------- | ------- | ------- | ----------------------- |
| Aksess-GoldenGreyn FK Petropavl | 2-1     | 1-0     | Aqmola FK Kökşetaw      |
| Dostıq FK Şımkent               | 1-3     | 1-1     | CSKA-Qayrat FK Almatı   |
| Ertis FK Pavlodar               | 1       |         | Jetisu FK Taldıqorğan   |
| Jiger FK Şımkent                | 0-1     | 1       | Jenïs FK Astana         |
| SOPFK Qayrat Almatı             | 1       |         | Taraz FK                |
| Qaysar-Hurricane FK Qızılorda   | 1       |         | Batır FK Ekibastuz      |
| Şaxter-Ïspat-Karmet FK          | 1-0-    | 1-0     | Vostok-Altın FK Öskemen |
| Tobıl FK Qostanay               | 2-1     | 0-4     | AES-Elimay FK Semey     |

1 Jetisu FK Taldıqorğan trok zich terug.
2 Jiger FK Şımkent is gefuseerd met Tomïrïs FK Şımkent tot Dostıq FK en trok zich terug.
3 Taraz FK trok zich terug.
4 Batır FK Ekibastuz trok zich terug.

## Kwartfinale
De wedstrijden werden gespeeld op 5, 11, 21, 25, 26 & 30 oktober 2000.
| Thuisclub                       | Uitslag | Uitslag | Uitclub               |
| ------------------------------- | ------- | ------- | --------------------- |
| AES-Elimay FK Semey             | 4-1     | 0-4     | Jenïs FK Astana       |
| Aksess-GoldenGreyn FK Petropavl | 3-2     | 2-1     | CSKA-Qayrat FK Almatı |
| Qaysar-Hurricane FK Qızılorda   | 2-0     | 0-3     | Ertis FK Pavlodar     |
| Şaxter-Ïspat-Karmet FK          | 0-0     | 1-1     | SOPFK Qayrat Almatı   |

## Halve finale
De wedstrijden werden gespeeld op 6, 16 & 18 mei 2001.
| Thuisclub         | Uitslag | Uitslag | Uitclub                     |
| ----------------- | ------- | ------- | --------------------------- |
| Ertis FK Pavlodar | 2-0     | 0-0     | Şaxter-Ïspat-Karmet FK      |
| Jenïs FK Astana   | 1-0     | 0-0     | Esil-Bogatır FK Petropavl 5 |

5 Aksess-GoldenGreyn FK Petropavl heet m.i.v. 2001 Esil-Bogatır FK Petropavl.

## Finale
|              |                 |            |                                 | |
| 17 juni 2001 | Jenïs FK Astana | 1 - 1 n.v. | Ertis FK Pavlodar               | Qajımuqan Muñaytpasov Atındağı Stadïon, Astana Toeschouwers: 10.000 Scheidsrechter: S. Robenskïx (Almaty) |
| 17 juni 2001 | Tlexugov 55'    | KFF        | Mendes Peraira Nilton 26 (pen.) | Qajımuqan Muñaytpasov Atındağı Stadïon, Astana Toeschouwers: 10.000 Scheidsrechter: S. Robenskïx (Almaty) |
| 17 juni 2001 | Strafschoppen   |            |                                 | Qajımuqan Muñaytpasov Atındağı Stadïon, Astana Toeschouwers: 10.000 Scheidsrechter: S. Robenskïx (Almaty) |
| 17 juni 2001 | 5 - 4           |            |                                 | Qajımuqan Muñaytpasov Atındağı Stadïon, Astana Toeschouwers: 10.000 Scheidsrechter: S. Robenskïx (Almaty) |